# Ubiór warstwowy
Ubiór warstwowy – koncepcja ubioru, polegająca na nakładaniu kolejnych warstw odzieży, z których każda spełnia różne funkcje. Łącząc je ze sobą, można uzyskać funkcjonalną odzież, łatwą do dopasowania do konkretnych warunków pogodowych i poziomu aktywności. Ten sposób ubierania się został szeroko zaakceptowany w sporcie, turystyce czy trekkingu.

## Warstwy
Podstawowy i najczęściej stosowany wariant ubioru warstwowego zakłada stosowanie trzech warstw:
- warstwy podstawowej, mającej za zadanie szybko i efektywnie odprowadzić wilgoć z powierzchni skóry
- warstwy średniej, zapewniającej izolację termiczną
- warstwy zewnętrznej, chroniącej przed wodą i wiatrem.

### Warstwa podstawowa
Podstawowym zadaniem tej warstwy jest odprowadzanie wilgoci z powierzchni skóry i przekazanie jej do następnej warstwy ubioru. Efekt ten uzyskiwany jest na zasadzie kapilarnej – puste w środku włókna zasysają wilgoć (pot) i transportują ją do kolejnej warstwy ubioru, w której ulega odparowaniu. Ta warstwa ubioru powinna ściśle przylegać do ciała.
Warstwa podstawowa (zwana też bielizną termoaktywną) wytwarzana jest najczęściej z syntetycznych materiałów (głównie włókien poliestrowych i poliamidowych). Syntetyczne włókna nie absorbują wilgoci, ale szybko i efektywnie przekazują ją dalej. Często stosowane są antybakteryjne wykończenia (najczęściej dodawane są związki srebra), które utrudniają rozwój bakterii, a tym samym powstawanie niechcianych zapachów. Związki srebra mogą być dodane poprzez połączenie z polimerem, z którego wykonane są włókna, lub też poprzez powleczenie nimi włókien. W tym drugim wypadku może wystąpić reakcja alergiczna u osób uczulonych na srebro, są to jednak bardzo rzadkie przypadki.
Kolejnym materiałem, często stosowanym w produkcji bielizny termoaktywnej, jest wełna. To materiał, który posiada naturalne właściwości odprowadzania wilgoci, utrudnia rozwój flory bakteryjnej i ma naturalne właściwości termoregulacyjne. Wełna bywa nieprzyjemna w dotyku, w kontakcie ze skórą może powodować nieprzyjemne swędzenie, a nawet reakcje alergiczne. Można tego uniknąć poprzez połączenie wewnętrznej syntetycznej warstwy z zewnętrzną warstwą wełnianą.
Bawełna nie jest stosowana w produkcji bielizny termoaktywnej, ponieważ łatwo absorbuje wilgoć i nie przekazuje jej dalej. Bardzo długo schnie, powodując uczucie dyskomfortu.

### Warstwa średnia
To warstwa zapewniająca izolację termiczną. Grubość warstwy można regulować w zależności od warunków pogodowych. Ubiór z tej warstwy nie musi przylegać dokładnie do ciała, ponieważ powietrze zamknięte pomiędzy warstwami działa jak dobry izolator. Jednakże zbyt luźny krój może utrudniać odprowadzanie wilgoci z pierwszej warstwy.
Najczęściej ta warstwa odzieży jest wytwarzana z wełny, syntetycznych materiałów PET (potocznie nazywanych polarami od nazwy Polartec, pierwszego takiego materiału, wytworzonego w 1979 roku przez firmę Maiden Mills), ptasiego puchu czy poliestru.
Wełna posiada bardzo dobre właściwości termoizolacyjne (nawet, gdy jest mokra), dobrze też transportuje wilgoć. Materiały polarowe PET są lżejsze niż wełna, absorbują bardzo mało wilgoci i szybko schną. Są też tańsze w produkcji. Puch zapewnia bardzo dobrą izolację przy bardzo niskiej wadze, jednak traci te właściwości, jeżeli namoknie lub jest zbyt ściśnięty. Bawełna jest niedroga i może służyć jako druga warstwa odzieży, ale nie jest zbyt ciepła i nie odprowadza wilgoci.

### Warstwa zewnętrzna
Odzież zewnętrzna ma za zadanie ochronić przed wodą i wiatrem. Powinna być wykonana z wytrzymałego i odpornego na uszkodzenia mechaniczne materiału. Warstwa zewnętrzna nie powinna przepuszczać do wewnątrz wody i wiatru, ale równocześnie powinna pozwalać zgromadzonej wewnątrz parze wodnej na łatwe odparowanie. Uzyskuje się to za pomocą różnego rodzaju membrany, z których najbardziej znana to Gore-Tex. Są to materiały o mikroporowatej strukturze, wykorzystujące fakt, że cząsteczki wody łączą się w grupy, które są większe niż cząsteczka pary wodnej. Wielkość otworów w membranie jest tak dobrana, że woda nie przedostaje się do wewnątrz, a para wodna wydostaje się na zewnątrz. Nawet najlepsze membrany nie pozwalają na całkowicie swobodny przepływ pary wodnej. Przy dużej aktywności fizycznej lepsze efekty dają regulowane otwory wentylacyjne (np. pod pachami), a przy bardzo wysokim poziomie aktywności (np. intensywny bieg) lepiej w ogóle zrezygnować z warstwy zewnętrznej.
Odzież z warstwy zewnętrznej można podzielić na trzy grupy:
- odzież całkowicie nieprzemakalną, ale i nie pozwalającą na przepływ pary wodnej, jak np. peleryny wykonane z grubego plastiku. W tym wypadku para wodna wydostaje się tylko przez otwory wentylacyjne
- odzież z membraną, która zapewnia wodoszczelność i pozwala na częściowy przepływ pary wodnej
- odzież typu softshell, wykonana z miękkich, elastycznych materiałów, oferująca znaczną przepuszczalność pary wodnej. Softshelle zapewniają tylko częściową ochronę przed wiatrem i deszczem (nie są całkowicie wodoszczelne).